# Vladimir Fëdorovič Adlerberg
Vladimir Fëdorovič Adlerberg, (in russo: Владимир Фёдорович Адлерберг) (Vyborg, 10 novembre 1791 – San Pietroburgo, 8 marzo 1884), è stato un generale russo.

## Biografia
Proveniva da una nobile famiglia svedese. Suo padre era il colonnello Gustav Friedrich Adlerberg, e della sua seconda moglie, Anna von Baggovut, ex istitutrice dei principi Nikolaj e Michail Pavlovič. Per tutta la sua vita ebbe un rapporto di amicizia con l'imperatore Nicola I.

## Carriera
Il 14 dicembre 1811 entrò nel reggimento della Lituania prendendo parte nella Guerra del 1812. In particolare si distinse nella battaglia di Borodino, di Lützen e di Bautzen. Nel mese di agosto 1813 venne promosso a tenente.
Il 2 maggio 1817 venne nominato collaboratore del granduca Nikolaj e nel luglio dello stesso anno lo accompagnò all'estero per incontrare la sua futura sposa, la principessa Carlotta di Prussia. Nel gennaio 1818 venne promosso capitano. Nel mese di marzo 1820 fu promosso colonnello e il 14 gennaio 1825 ricevette il titolo di aiutante di campo.
Nel 1828 accompagnò l'imperatore nella Guerra russo-turca (1828-1829) e nel settembre dello stesso anno venne nominato aiutante generale. Il 10 ottobre 1843 venne promosso a generale di fanteria e nel 1847 ricevette il titolo di conte.
Partecipò alla campagna ungherese, nel 1849. Alla morte del principe Pëtr Michajlovič Volkonskij, il 30 agosto 1852 venne nominato Ministro della corte imperiale.
Il 14 dicembre 1861 venne nominato capo del 25º Reggimento di Fanteria di Smolensk, del 5º reggimento delle guardie di Mosca e nel 1864 dell'85º reggimento di fanteria Vyborskij.
Il 17 aprile 1870 si ritirò a causa di problemi di salute (aveva quasi perso la vista).
Massone, fu membro della loggia "Alessandro alla fedeltà militare".

## Matrimonio
Nel 1817 sposò Marija Vasil'evna Nelidova. Ebbero cinque figli:
- Aleksandr Vladimirovič (1818-1888);
- Nikolaj Vladimirovič (1819-1892);
- Anna Vladimirovna (1821-1898), sposò il generale Nikolaj Aleksandrovič Novitskij;
- Vasilij Vladimirovič (1827-1905);
- Julija Vladimirovna (1829-1854), sposò Aleksandr Kovalkov.

## Morte
Morì l'8 marzo 1884 a San Pietroburgo. Fu sepolto presso il cimitero ortodosso di Volkov.